# 西岡力
西岡 力（にしおか つとむ、1956年〈昭和31年〉4月16日 - ）は、日本の現代朝鮮研究者。麗澤大学客員教授。
公益財団法人モラロジー研究所歴史研究室長・教授。北朝鮮に拉致された日本人を救出するための全国協議会（救う会）会長。東京都生まれ。

## 学歴・職歴
1979年、国際基督教大学卒業。筑波大学大学院地域研究科修士課程修了後、韓国・延世大学校国際学科に留学。
1982年から1984年まで駐韓日本大使館に専門調査員として勤務。1984年から1991年まで 現代コリア研究所主任研究員。1990年から2002年まで、月刊『現代コリア』編集長。 
1991年から東京基督教大学神学部専任講師、1996年に同助教授、2000年に同学部国際キリスト教学科教授。2008年、同学部国際キリスト教福祉学科（学科名改称）国際キリスト教学専攻教授。
2010年、「北朝鮮に拉致された日本人を救出するための全国協議会(救う会)」会長。2015年、第30回「正論大賞」を受賞。2016年、麗澤大学客員教授となる。2017年、公益財団法人モラロジー研究所歴史研究室室長・教授。

## 人物・活動
- 田中明に師事する[4]。

- 現代コリア研究所の発行誌『現代コリア』の編集長を2002年まで務める。また、1998年4月「北朝鮮に拉致された日本人を救出するための全国協議会（救う会）」の設立に関与。現在「救う会」の会長を務め、その支部の一つである「北朝鮮に拉致された日本人を救出する東京の会（救う会東京）」の会長も兼任している。

- 中西輝政、八木秀次、島田洋一、伊藤哲夫と共に、時の首相・安倍晋三のブレーン「五人組」の1人と東京新聞に報じられたこともある。西岡は東京新聞からの取材に「北朝鮮に拉致された日本人を救出するための全国協議会（救う会）」の常任副会長として、安倍と共同歩調を取ってきた。ただし、「安倍さんとは救う会の副会長として会うことはあるが、直接ものを聞かれたこともないし、助言をしたこともない。下村博文議員や伊藤さんを介した関係で、決してブレーンではない」と回答している[5]。2012年自由民主党総裁選挙の際は、「安倍晋三総理大臣を求める民間人有志の会」発起人に名を連ねた[6]。

- 朝鮮半島問題・日本人拉致問題に関する言論人・活動家の一人でもある[7][8][9][10]。

### 慰安婦問題
吉見義明、高木健一、戸塚悦朗、福島瑞穂などの主張する慰安婦の強制連行には否定する立場をとる。西岡も2007年と2012年に草思社から「よくわかる慰安婦問題」など慰安婦問題に関する書籍を2作品発表し、この中で慰安婦強制連行の主張をとる弁護士を「事実を歪曲しても日本を非難すればよいという姿勢」などと批判した。批判された高木健一弁護士は名誉を傷つけられたとして、西岡と出版元の草思社に対して出版の差し止めと1000万円の損害賠償を求めて名誉毀損訴訟を東京地裁に起こしたが、1審の東京地裁は2014年2月、「記述の前提事実の重要な部分が真実であるか、または真実と信じたことに相当な理由がある。公益を図る目的で執筆されており、論評の域を逸脱するものではない」として原告の訴えを棄却した。2審の東京高裁も1審を支持した。2015年1月14日、最高裁第二小法定（鬼丸かおる裁判長）は原告側の上告を棄却した。これにより、高木弁護士の敗訴が確定し西岡が勝訴した。同裁判の勝訴を受けて西岡は「言論には言論でという原則に反する裁判は何とも後味が悪かった」と述べている。
元朝日新聞社の植村隆記者の書いた「（慰安婦が）女子挺身（ていしん）隊の名で連行された」とする記事について、2014年2月6日号の週刊文春の記事中で「名乗り出た女性（金学順）は親に身売りされて慰安婦になったと訴状に書き、韓国紙の取材にもそう答えている」「捏造記事と言っても過言ではない」と批判した。これに対し植村は2015年1月9日、「捏造」と批判され続け、家族や周辺にまで攻撃が及ぶとして、代理人として170人近い弁護士をたて、西岡と出版元の文藝春秋に対して計1650万円の損害賠償などを求める名誉毀損訴訟を東京地裁に起こした。同訴訟に対して西岡は、文藝春秋2015年1月号での植村の西岡への反論に再反論しているにもかかわらず「再反論に答えることなく、突然、民事訴訟を起こしたことには、大いに失望した。言論人であるならば、言論で戦って自分の名誉を守るべきだ」と批判している。また、「言論には言論での原則に則って、ぜひ植村氏と論争を続けたかった」述べ、高木弁護士との裁判と同じ苦々しい気持ちを植村との裁判でも感じているとしている。そして、「過去に慰安婦問題での日本の責任を問うキャンペーンを行った側が、それを批判してきた学者や言論人に対して名誉毀損で訴えるということが他にも続いている。その背景に何があるのかを考えている」としている。この訴訟については、産経新聞が言論に対しては言論にて反論するのが筋であり、自らに対する批判記事などが脅迫犯罪を招いたとする訴訟理由には首をひねると報道している。
2018年9月5日に行われた上記訴訟の本人尋問で西岡は植村が金学順について書いた記事の「女子挺身隊の名で戦場に連行され」という表現について、「この方は一度も『女子挺身隊の名で』と言っていない。植村氏の記事は誤報で、読者を大きく誤らせるキャンペーンだ」と語ったのに対し植村は「金さん自身、当時の記者会見で『私は挺身隊だった』と述べており、私の記事は誤りではない」と反論した。
また、西岡は、証拠として提出された西岡自身の論文の中でハンギョレ新聞の記事を引用した際、金学順について「私は40円で売られて、キーセンの修業を何年かして、その後、日本の軍隊のあるところに行きました」と同紙記事にない表現を西岡自身が付け加えたことについて「間違いです。後で気づいて訂正した」などと誤りがあったことを認めた。さらに、「（金が）身売りされ慰安婦になったと訴状に書いた」のは事実かを問われたのに対し、記憶違いだったと答弁、週刊文春記事の間違いを認めた。
2019年6月26日に東京地裁は植村の西岡と文藝春秋に対する損害賠償請求を棄却した。判決では、西岡の記事について「指摘は公益目的で、重要部分は真実」と認定し、植村が「金学順が日本軍によって強制連行された」という認識はなかったのにあえて事実と異なる記事を書いたとし、「強制連行したと報道するのとしないのとでは報道の意味が変わり得ることを十分に認識していた。記事は意識的に言葉を選択して記載したもの」として、西岡らの指摘には真実性があるとした。
2020年02月06日に札幌高裁は、植村の訴えを退けた1審判決を支持して請求を棄却し、控訴審でも植村が敗訴し、西岡が勝訴した。
2020年03月03日には東京高裁も一審判決を支持して植村の控訴を棄却し、西岡が勝訴した。

#### 強制連行
西岡力は、慰安婦の強制連行について、安秉直調査による証言集に掲載された19人のうち、官憲等による「強制連行」だったと証言する女性は4人だけであり、その4人のうちの2人が語ったのは日本内地の富山県と、朝鮮半島南部にある釜山の「慰安所」であった。しかしいずれも戦地ではなく、現地には公娼にいた遊廓があったため、軍がわざわざ強制連行する必然性がなく、信ぴょう性がないとした。残り二人は金学順と文玉珠であり、文玉珠は当時2万6145円を貯金していた（当時の3万円は現在での約1億3606万）慰安婦であるが、高木弁護士の作成した訴状ではビルマの慰安所に連行されたと証言しているのに、安秉直教授らの調査ではビルマの前に満州に連行されたと異なる証言をしたが、訴状作成の時点でなぜ満州への連行を陳述しなかったのか、その合理的理由が不明であり、信ぴょう性にかけると西岡は指摘している。また両名共、日本政府を訴えた裁判の訴状では元「キーセン」であったと自ら認めていると西岡が『文藝春秋』1992年4月号に発表した「慰安婦問題とは何だったのか」（以下「西岡論文」）で指摘したところ、西岡の指摘後、金学順は「キーセンに売られて中国に連れて行かれたのだけど、業者の人と北京の食堂でご飯を食べていたら日本の軍人が来て連行された」とそれまでの証言を変えた。金学順は1991年12月の訴状作成の時点では「養父に連れられて中国に渡った」と証言していたのを、1992年7月からの安秉直教授らの調査では「北京で日本軍人に暴力的に連行された」と証言を変更しており、西岡は、裁判に有利なことを訴状で意図的に隠すとは思えず、こうした証言の変化は西岡論文での指摘を受けて付け加えたものとみるのが自然であると主張した。また、信ぴょう性のある証言を行った日本軍に強制連行された朝鮮人慰安婦は一人もいなくなるとしている。

## 著書

### 単著
- 『日韓誤解の深淵』（亜紀書房、1992年）ISBN 4750592129
- 『コリア・タブーを解く』（亜紀書房、1997年）ISBN 4750597031
- 『闇に挑む！：拉致、飢餓、慰安婦、反日をどう把握するか』（徳間書店、1998年）ISBN 4198909709
- 『飢餓とミサイル：北朝鮮はこれからどうなるのか』（草思社、1998年）ISBN 479420857X
- 『暴走する国家・北朝鮮：核ミサイルは防げるのか』（徳間書店、1999年）ISBN 4198911444
- 『金正日と金大中：南北融和に騙されるな！』（PHP研究所、2000年）ISBN 4569612687
- 『金正日が仕掛けた「対日大謀略」拉致の真実』（徳間書店、2002年）ISBN 4198615977
- 『テロ国家・北朝鮮に騙されるな』（PHP研究所、2002年）ISBN 4569624413
- 『拉致家族との6年戦争：敵は日本にもいた！』（扶桑社、2002年）ISBN 4594038190
- 『北朝鮮に取り込まれる韓国：いま"隣国"で何が起こっているか』（PHP研究所、2004年）ISBN 4569634680
- 『日韓「歴史問題」の真実：「朝鮮人強制連行」「慰安婦問題」を捏造したのは誰か』（PHP研究所、2005年）ISBN 4569643167
- 『韓国分裂：親北左派vs韓米日同盟派の戦い』（扶桑社、2005年）ISBN 4594050166
- 『北朝鮮の「核」「拉致」は解決できる』（PHP研究所、2006年）ISBN 4569656315
- 『よくわかる慰安婦問題』（草思社、2007年）。増補新版（草思社文庫、2012年）
- 『朝日新聞「日本人への大罪」：「慰安婦捏造報道」徹底追及』（悟空出版、2014年）
- 『横田めぐみさんたちを取り戻すのは今しかない』（PHP研究所、2015年）
- 『ゆすり、たかりの国家』（WAC BUNKO、2017年）
- 『歴史を捏造する反日国家・韓国』（WAC BUNKO、2019年）
- 『でっちあげの徴用工問題』（草思社、2019年）。増補新版（草思社文庫、2022年）
 韓国語版『날조한, 징용공 없는 징용공 문제』李宇衍訳（メディアウォッチ、2020年）も出版。
- 『日韓「歴史認識問題」の40年：誰が元凶か、どう解決するか』（草思社、2021年）
- 『わが体験的コリア論　覚悟と家族愛がウソを暴く』（モラロジー道徳教育財団、2021年）
- 『韓国の大統領はなぜ逮捕されるのか：北朝鮮対南工作の深い闇』（草思社、2022年）
- 『狂った隣国：金正恩・北朝鮮の真実』（ワック〈WAC BUNKO〉、2023年）ISBN 978-4898318843。新書判

### 共著
- 渡辺利夫、岡崎久彦、小島朋之、田久保忠衛、稲垣武『アジアは油断大敵!―北朝鮮、香港、中国…動乱のシナリオを読む』（PHP研究所、1997年）ISBN 978-4569556796
- 小川和久、後藤光征、清水美和、重村智計、尹徳敏『北朝鮮問題を整理する5ファイル』（自由国民社、2005年）ISBN 4426121132
- 平田隆太郎、惠谷治、島田洋一『南・北朝鮮、同時崩壊か?』（東京財団、2007年）ISBN 9784895142878
- 趙甲済と『金賢姫からの手紙』（草思社、2009年）ISBN 978-4794217097
- 中西輝政と『なぜニッポンは歴史戦に負け続けるのか』日本実業出版社、2016年4月。ISBN 978-4-534-05374-9。
- マイケル・ヨン、杉田水脈、高橋史朗、徳永信一、山岡鉄秀『「慰安婦」謀略戦に立ち向かえ―日本の子供たちを誰が守るのか?』明成社、2017年。ISBN 978-4905410423

### 監修
- 張真晟（著）、川村亜子 (翻訳) 『金王朝「御用詩人」の告白 わが謀略の日々』（文藝春秋、2013年）ISBN 978-4163767109

### 主な寄稿
- 「雑誌『世界』は朝鮮をどう見たか」（含 資料・『世界』朝鮮関係記事）上・中・下『朝鮮研究』日本朝鮮研究所、1980年1月・3月・7月
- 「日本の新聞が伝えた光州事件」『朝鮮研究』日本朝鮮研究所、1980年8月

国際
- Tsutomu Nishioaka (2020年12月26日). “Today's South Korea Not Qualified to Be Invited to G7 Summit”. Center for Security Policy. 2021年1月1日閲覧。